# Celine van Duijn
Celine Maria Carolina van Duijn (Amersfoort, 4 de noviembre de 1992) es una deportista neerlandesa que compite en saltos de plataforma.
Ganó dos medallas en el Campeonato Europeo de Natación, oro en 2018 y plata en 2019.

## Palmarés internacional
| Campeonato Europeo | Campeonato Europeo    | Campeonato Europeo | Campeonato Europeo |
| Año                | Lugar                 | Medalla            | Prueba             |
| ------------------ | --------------------- | ------------------ | ------------------ |
| 2018               | Glasgow (Reino Unido) | Medalla de oro     | Plataforma 10 m    |
| 2019               | Kiev (Ucrania)        | Medalla de plata   | Plataforma 10 m    |